# Olgierd Górka
Olgierd Górka (1887. december 12. – 1955. november 26.) – a Lengyel Hadsereg őrnagya, történész, publicista és politikus.

## Élete
1912-től a krakkói Lövészegylet tagja. 1914 augusztusában belépett a Lengyel Légióba, amelyben 1917-ig szolgált, közkatonából lovassági századosi rangig előlépve. A Lengyel Királyság Régensi Tanácsának szárnysegédje. A lengyel állam újjászületése után felhagyott a hadi szolgálattal. 1931-től a varsói Keleti Intézet főtitkára és a Keletkutató Iskola igazgatója.
1939 szeptemberében behívták, a szeptemberi vereség után Romániába menekült. Az emigráns kormányban való részvételre történt felkérés után 1940-ben Franciaországba ment; az egyik minisztérium mellett nemzetiségi osztályt, később főosztályt szervezett (bizonyos zsidó ügyekkel foglalkozott). Franciaország veresége után tevékenységét Londonba helyezte át. 1944 decemberében, amikor Tomasz Arciszewski lett a miniszterelnök, benyújtotta lemondását a kormány szovjetellenes politikája miatt. Mint a Nagy-britanniai Lengyelek Tanácsának funkcionáriusa, később elnöke 1944-től kapcsolatot teremtett az Ideiglenes Kormánnyal, majd a Nemzeti Egységkormánnyal.
1945-ben tért haza és a Külügyminisztérium Zsidóügyi Hivatalának igazgatói állását nyerte el (1946-1947), majd a Lengyel Népköztársaság jeruzsálemi főkonzulja lett. 1952 júniusában tért vissza Lengyelországba. 1954-től a Varsói Egyetem rendkívüli professzora.

## Történészi munkássága
Történészként elsősorban Lengyelország és Délkelet-Európa történelmi kapcsolataival foglalkozott. Egy sor munkát adott ki, többek között a Tűzzel-vassalt (1934) és A krími tatárok és hadseregük lélekszámát (1936), melyben megerősítette a lengyel történetírás nézeteit, mind a Hmelnickij-felkelés megítélésével, mind a tatárok hadi potenciáljával és harci mentalitásával kapcsolatban. Szintén nagy tudományos jelentősége volt a paraszti és polgári származású katonáknak a 17. századi lengyel hadseregben való részvételével kapcsolatos észrevételeinek, amelyek vitát váltottak ki és kutatásokat kezdeményeztek a 17. századi lengyel hadsereg társadalmi összetételével kapcsolatban.